# فوتوماث
فوتوماث  (بالإنجليزية: Photomath) هو تطبيق محمول يستعمل كاميرا الهاتف لحل المعادلات الرياضية وتقديم الحل والطريقة وذلك بتصويرها. أُصدر التطبيق سنة 2014 من قبل شركة ميكروبلينك الكرواتية التي تتخصص في برمجيات التعرف الضوئي على الرموز، وهو متوفر في أندرويد وآي أو إس.
صنف التطبيق من ضمن أفضل 20 تطبيق خاص بمجال التعليم محرزا المركز الثالث. وتم تحميله من 10 إلى 50 مليون مرة على غوغل بلاي.
اعتبارًا من عام 2016 ، بصرف النظر عن النصوص المطبوعة ، يتعرف أيضًا على الكتابة اليدوية  ويوفر خطوات للمعادلة الرياضية.
منذ عام 2017 ، تعمل فوتوماث كشركة منفصلة. تم إدراجه في قائمة أفضل 20 تطبيقًا للتعليم والتعلم واحتلت المركز الثالث. نالت المديح والنقد من المعلمين.
في سنة 2018 فاق عدد التحميلات مليون تنزيل.
بحلول 2021 فاق عدد التحميلات 220 مليون. وتم حل أكثر من 2.7 مليون مسألة رياضية.

## المواضيع التي يغطيها التطبيق:[24]
- الرياضيات الأساسية: الأعداد الصحيحة، الكسور، الأعداد العشرية، القوى، الجذور، العوامل.
- الجبر: المعادلات الخطية، المعادلات التربيعية، أنظمة المعادلات، اللوغاريتمات، الدوال، المصفوفات، الرسوم البيانية، الحدوديات.
- الهندسة (الكتب المدرسية المحددة فقط)
- علم المثلثات: المتطابقات، المقاطع المخروطية، المتجهات، السلاسل والمتتاليات، الدوال اللوغاريتمية.
- التفاضل والتكامل: النهايات، المشتقات، التكامل، المنحنيات.
- الإحصاء: التوليفات، العوامل.

## تاريخ الشركة:[23]
فوتومات تم إنشاءه بواسطة  دامير Damir أب ذو خلفية هندسية كان يبحث عن طريقة لمساعدة أبنائه في حل واجباتهم الرياضية.
يتوفر التطبيق في أكثر من 200 دولة، وبأكثر من ثلاثين لغة،
المستثمرين في الشركة: LearnCapital، GSV Ventures، GOODWATER CAPITAL، CHERUBIC VENTURES

## الجوائز
- في سنة 2014 نشرت شركة MicoBlink التطبيق في Disrupt London ووصل للنهائيات فاز بالمرتبة الثانية.[25]
- فاز بمسابقة 4YFN في برشلونا، أكبر منافسة في تقنيات المحمول ونماذج الأعمال.[26]
- تلقى جائزة Netexplo Forum لعمله في تكنولوجيا التعليم.[26]